# 早見沙織のふり〜すたいる♪
『早見沙織のふり〜すたいる♪』（はやみさおりのふり〜すたいる）は、2011年4月5日から配信されているラジオ番組である。パーソナリティは早見沙織。
番組開始から超!A&G+で配信されているが、2025年3月で超!A&G+のサービス終了に伴い、2025年3月31日から配信媒体をQloveR「超！A&G+チャンネル」に移行した。

## 番組概要
早見がタイトル通り、自由かつ自然体で素のお喋りを届ける番組。通称「ふりすた」。
番組内の挨拶は、特に募集されていないが「こんばんはやみん」で定着している。「こんばんは」と早見の愛称「はやみん」を合わせた造語で、元々は第1回配信時にとあるリスナーが使っていたものである。
第275回（2016年7月5日）から第287回（2016年9月27日）までセブン&アイ・ホールディングスが提供となり、番組オリジナルTシャツを販売した。
2017年1月よりA&G+番組大幅改編のため、毎週土曜日の夕方へ移動。
第302回（2017年1月14日）から第313回 (2017年4月1日)まで再び、セブン&アイ・ホールディングスが提供となり、番組オリジナルスクールカレンダーを販売する。
2017年3月15日、第3回アニラジアワード、BEST COMFORT RADIO 癒しラジオ賞・一般の部を受賞。
番組を企画から立ち上げたプロデューサーの、もんちゃんこと「門馬史織」が朝のニュース制作部へ異動のため、第340回（2017年10月7日）をもって交代。
2018年10月13日、早見沙織の生誕1万日目（正確には2018年10月14日が生誕1万日目）のお祝いとしてイベントを文化放送内のメディアプラスホールにて昼・夜の二部制で開催。夜の部の一部は第393回として超!A&G+で生配信された。
2018年12月1日、第400回のゲストに速水奨を迎えるとともに、番組冒頭約2分間を「速水奨のRush Style」として配信した。
2019年4月、文化放送全体の大幅改編の為番組時間変更。10月、A&G改編により時間帯変更と3代目のプロデューサー石川となる。
2020年4月5日、番組が10年目を迎えた。この第470回目からスポンサーが付きタイトル名が「セブンイレブン presents早見沙織のふり～すたいる♪」となる。
2020年11月1日、番組が500回を迎える。番組の記念にて、ふりすたLINEスタンプ制作決定。番組用新グッズの発売も決定。アーティスト活動でも配信ライブ開催。
2021年1月6日、毎週水曜朝7:00から朝7:30のリピート配信が追加。
2021年4月4日、番組第522回で10周年を迎えた。ふりすたのLINEスタンプ発売。改編期にてリピート毎週月曜日から変更して毎週土曜日になる。また、この回より「セブンイレブン presents」の表記が無くなる。
2021年5月30日、番組530回と番組での誕生日回数11回と早見沙織が30歳になってすぐの番組になる。
2021年6月13日、番組532回と533回では（株）アイムエンタープライズと共同開発した、アサヒグループ食品「声のプロ公認 うるおいはちみつのど飴 カロリーオフ」発売に合わせてこの回のみのスポンサー。
2021年7月24日、番組10周年を記念して有料のオンラインイベントを開催。ゲストは日高里菜。
2022年3月6日、10周年記念最後に『早見沙織のふり〜すたいる♪オンラインイベント10th premium』を1部2部の2回開催。2部ゲストに寿美菜子を迎えて、配信後もアーカイブが一定期間配信される。
2022年5月29日、582回番組で12回目の誕生日回。番組専用画像を公開して、今後色々な所に使用される。画像制作者「霜田りえこ」。また、この回から新ステッカーへとなる。
2022年8月7日、早見が新型コロナウイルス感染症のPCR検査陽性となったことに伴い、前回分（同年7月31日配信分、第591回）をリピート配信。これにより第592回は8月14日配信分でのカウントになる。
2022年8月28日、第594回にて、同年10月9日に第600回記念イベントを開催することを発表。文化放送メディアプラスホールにて第一部（昼）と第二部（夜）の二部制で行う。第一部は有料配信、第二部の一部は超!A&G+での生配信も行う。
2023年4月2日、第625回で12周年を迎える。同年4月3日から超!A&G+の配信時間が変更されることに伴い、朝のリピート配信が終了した。
2024年9月14日、第700回配信。13年と約半年を迎えた。

## 配信時間・放送時間
QloveR「超！A&G+チャンネル」
- 毎週月曜日 21:30 - 22:00（2025年3月31日 - ）

超!A&G+
本配信
- 毎週火曜日 21:30 - 22:00（2011年4月5日 - 2016年12月27日）
- 毎週土曜日 19:30 - 20:00（2017年1月7日 - 2019年3月30日）
- 毎週金曜日（木曜日深夜） 1:30 - 2:00（2019年4月5日 - 2019年9月27日）
- 毎週日曜日 19:30 - 20:00（2019年10月6日 - 2025年3月24日）

リピート配信
- 毎週水曜日 9:30 - 10:00、毎週日曜日 11:30 - 12:00（2011年4月6日 - 2016年4月3日）
- 毎週水曜日 9:30 - 10:00、毎週日曜日  9:30 - 10:00（2016年4月10日 - 2017年1月1日）
- 毎週日曜日  9:30 - 10:00（2017年1月8日 - 2019年3月31日）
- 毎週金曜日 13:30 - 14:00（2019年4月5日 - 2019年9月27日）
- 毎週月曜日 15:30 - 16:00（2019年10月7日 - 2019年4月5日）
- 毎週水曜日 7:00 - 7:30（2021年1月6日 - 2023年3月29日）
- 毎週土曜日 10:30 - 11:00（2021年4月10日 - 2023年4月1日）
- 毎週土曜日 18:00 - 18:30（2023年4月8日 - 2025年3月29日）
- 毎週木曜日 17:00 - 17:30（2023年10月5日 - 2025年3月27日）

ラジオ放送
ラジオ福島
- 毎週日曜日 21:00 - 21:30（2016年4月3日 - 2017年10月1日）

文化放送
- 毎週水曜日（火曜日深夜） 1:30 - 2:00（2024年10月2日 - 2025年3月26日）
- 毎週火曜日（月曜日深夜） 3:00 - 3:30（2025年4月1日 - ）

ラジオ大阪
- 毎週火曜日（月曜日深夜） 3:00 - 3:30（2025年4月1日 - ）

### パーソナリティ
早見沙織

### テーマソング
オープニング
キミドリ / DEPAPEPE
エンディング
START / DEPAPEPE

### スポンサー
- 期間限定　セブン&アイ・ホールディングス（2016年7月5日 - 2016年9月27日）
  - CM(甘々と稲妻)

- 期間限定　セブン&アイ・ホールディングス（2017年1月14日 - 2017年4月1日）

- Flick!On!TV（2018年4月7日 -
  - 御茶ノ水男子の芸人声優道！[16]。2018年4月7日から１クール早見がゲスト出演。

- セブンイレブン presents早見沙織のふり～すたいる♪（2020年4月5日 - 2021年3月28日）

- アサヒグループ食品「声のプロ公認 うるおいはちみつのど飴 カロリーオフ」（2021年6月13日 - 2021年6月20日）

## コーナー
教えて! リスナーさん
パーソナリティの早見とリスナーのコミュニケーションコーナー。テーマは毎回提示され、メールで募集する。ゲスト出演回では、早見がゲストに質問をぶつけるコーナー「教えて! ゲストさん」となる。
ステッカー抽選会
第42回（2012年1月17日）から配信。毎回の番組の最後に行われる。早見がその場で、メールが採用されたリスナーの中から1名、番組にメールを送った全てのリスナーの中から1名を選び、番組オリジナルステッカーがプレゼントされる。ステッカーは、絵本『クマヤマダさんとわたし』著者であり、第29回のゲストでもある霜田りえこがデザインを担当。丸と四角の二種類の形がある。
特命係捜査報告室
第133回（2013年10月15日）から配信。警部早見からの捜査課題に対する回答や捜査報告をリスナーに送ってもらうコーナー。タイトルは某刑事ドラマから。
お願いちらみん
第257回（2016年3月1日）から配信。リスナーからの熱い要望になるべく応えられるよう、OA上で意見を紹介し、チラ見沙織がプロデューサーのもんちゃんに直談判するコーナー。
マダム沙織の、ちょっと一言よろしくて
第258回（2016年3月8日）から配信。以前から度々番組に登場するマダム沙織が、ついにコーナー化。リスナーの坊や達が今悩んでいる事に、人生経験豊富なマダム沙織が、一言送っちゃうコーナー。
ふりすたQ
第347回（2017年11月25日）から配信。過去での発言や出来事から出題されるクイズに、当人が挑戦していくコーナー。
ふりすたインフォメーション
第367回（2018年4月14日）から配信。以前存在し頓挫した「気まぐれ! はやみんインフォメーション」が名前を変えて突如復活。番組やお仕事など最新情報を紹介するコーナー。

### 終了したコーナー
私でよかったら、話聞くよ
第7回（2011年5月17日）から第77回（2012年9月18日）まで配信。リスナーの悩みや聞いてもらいたいことを投稿し、紹介するコーナー。
はやみんレコード
第14回（2011年7月5日）から配信。早見が可能性を広げるために様々なことに挑戦し、記録を取っていくコーナー。現在メール募集をしていないので事実上終了。
気まぐれ! はやみんインフォメーション
第24回（2011年9月13日）から配信。気まぐれで早見の最新情報を紹介するコーナー。現在OA上で自分の情報を紹介してしまうので事実上終了。
おハガキのコーナー
第53回（2012年4月3日）から第76回（2012年9月11日）まで配信。ラジオにメールで送ることが主流になっている昨今、形骸化しつつあるハガキに焦点を当て、提示されたお題に関する回答をハガキのみで募集するコーナー。読まれたハガキは、早見の手によってシュレッダーにかけられていた。
早見沙織は天使なんかじゃない!
第58回（2012年5月8日）から第78回（2012年9月25日）まで配信。日高里菜による「早見さんは天使だ!」という発言を覆すためのコーナーで、天使とは程遠いと思う女性の特徴をリスナーから投稿してもらい、早見自身に当てはまるものは正直に答え、天使ではないことを証明していくコーナーだったが、第78回において日高里菜に強制終了させられた(コメントのみ別録り出演)。コーナーのオープニングBGMは、「翼の折れたエンジェル」。
なないろボタン
第79回（2012年10月2日）から第130回（2013年9月24日）まで配信。テーマに従って送られたリスナーからのメールに対し、早見が7種類のSEボタンのいずれかにより答えるコーナー。SEボタンはそれぞれ早見のひとことを録音して独自に作成したもの。

## 動画配信
通常配信では、超!A&G+ロゴが画面上を回るだけだが、稀に動画配信回がある。
- 第83回（2012年10月30日）
- 第113回（2013年5月28日）
- 第143回（2013年12月24日）（番組後半のみ）
- 第217回（2015年5月26日）（番組後半のみ）
- 第247回（2015年12月22日）（番組後半のみ）
- 第301回（2017年1月7日）
- 第510回（2021年1月10日）一部分のみ
- 第530回（2021年5月30日）一部分のみ（絵本の画像「おおきくなったらおにぎりになる！」）
- 第582回（2022年5月29日）一部分のみ（専用の静止画像を公開）
- 第600回（2022年10月8日）600回記念イベント配信と生配信

## 生配信
- 第61回（2012年5月29日)
- 第212回（2015年4月21日)
- 第254回 (2016年2月9日)
- 第269回 (2016年5月24日)
- 第299回（2016年12月20日）
- 第393回（2018年10月13日）1万日記念イベント
- 第510回（2021年1月10日）
- 第600回（2022年10月8日）600回記念イベント配信と生配信

## ゲスト
声優をなかなかゲストに呼ばない声優のラジオを目指し、ジャンルにとらわれない多種多様なゲストを呼ぶことが多い。
- 第6回（2011年5月10日） 日高里菜
- 第11回（2011年6月14日） SHIORI
- 第18回（2011年8月2日） 寿美菜子
- 第27回（2011年10月4日） アンバランス（黒川忠文、山本栄治）
- 第29回（2011年10月18日） 霜田りえこ
- 第33回（2011年11月15日） 篠原九
- 第35回（2011年11月29日） 高橋美佳子
- 第41回（2012年1月10日） 伊藤祥平
- 第47回（2012年2月21日） みはる（コロンブス）
- 第55回（2012年4月17日） 日高里菜
- 第61回（2012年5月29日） 井上麻里奈（サプライズゲスト・番組前半のみ）
- 第69回（2012年7月24日） AiRI
- 第71回（2012年8月7日） 杉田智和
- 第90回（2012年12月18日） 砂山圭大郎
- 第92回（2013年1月1日） 瀬戸麻沙美
- 第96回（2013年1月29日） 高橋美佳子
- 第100回（2013年2月26日） 日高里菜
- 第105回（2013年4月2日） 渡航
- 第126回（2013年8月27日） 諏訪ななか（当時A&Gアカデミー生で番組見学に来ていたが、番組ラストにゲスト出演）
- 第143回（2013年12月24日)　杉田智和（サプライズゲスト・番組後半のみ）
- 第164回（2014年5月20日） 吉田仁美
- 第165回（2014年5月27日） 吉田仁美、ふかわげんき、門馬史織(ゲスト回ではないがトーク出演)
- 第175回 (2014年8月05日)　A&Gアカデミー17期生の生徒二人(当初は番組見学のみのはずが、そのままゲスト出演)
- 第221回 (2015年6月23日)　吉河美希
- 第246回 (2015年12月15日)　高橋美佳子
- 第247回 (2015年12月22日)　杉田智和（サプライズゲスト・番組後半のみ）
- 第254回 (2016年2月9日)　深川芹亜（同日 FIVE STARSへゲスト出演後、番組終盤で逆乱入）
- 第288回 (2016年10月4日)　遠藤璃菜
- 第340回 (2017年10月7日)　門馬史織
- 第366回 (2018年4月7日)　御茶ノ水男子
- 第400回 (2018年12月1日)　速水奨
- 第439回 (2019年8月29日)　A&Gアカデミー生徒：なつき（女性、配信当日に20歳の誕生日）
- 第454回 (2019年12月15日) 庄 知彦 (無双OROCHI3 Ultimateプロデューサー、公開収録)
- 第488回 (2020年8月9日)　東山奈央
- 第503回 (2020年11月22日)　神谷浩史
- 第505回 (2020年12月6日)　瀬名快伸（アニメ映画「君は彼方」監督）
- 第517回 (2021年2月28日)　悠木碧
- 第526回（2021年5月2日） 瀬戸麻沙美
- 第540回（2021年8月8日） 寿美菜子 イギリスからリモート
- 第552回（2021年10月31日）遠藤璃菜、今月16歳の誕生日とデジタル配信で歌手デビューの為
- 第633回（2023年5月28日） 悠木碧
- 第686回（2024年5月26日） 花澤香菜
- 第687回（2024年6月2日） 花澤香菜

## 関連商品
『早見沙織のふり～すたいる♪』DJCD

初回限定版には、特典として番組ジングルナレーションを収録したCDと、特製ポストカードが付属。
|        | 先行発売       | 一般発売日    | 規格品番 | トークゲスト | 備考                                                   |
| ------ | -------------- | ------------- | -------- | ------------ | ------------------------------------------------------ |
| 第一弾 | C80            | 2011年8月24日 | CRL-004  | 寿美菜子     | オリコン週間ランキング214位。1回のみ登場。             |
| 第二弾 | C81            | 2012年1月18日 | CRL-006  | 高橋美佳子   | 2012年3月4日の公開録音への抽選ハガキが封入されていた。 |
| 第三弾 | 無し           | 2012年5月30日 | CRL-010  | 日高里菜     | 完全受注生産限定盤（CRL-011）も発売。                  |
| 第四弾 | C82            | 2012年8月29日 | CRL-012  | 杉田智和     |                                                        |
| 第五弾 | C83            | 2013年1月30日 | CRL-014  | 瀬戸麻沙美   |                                                        |
| 第六弾 | A&Gショップ    | 2013年6月26日 | CRL-016  |              | 初回限定特典（番組のジングル全68タイプ）               |
| 第七弾 | C85            | 2014年1月15日 | CRL-017  | 東山奈央     |                                                        |
| 第八弾 | C86            | 2014年9月17日 | CRL-021  | 中村悠一     | コミケ特典「クリアファイル」                           |
| 第九弾 | AnimeJapan2015 | 2015年4月22日 | CRL-022  |              | 特典（番組ジングル）                                   |
| 第十弾 | 無し           | 2021年9月8日  | QRAG-426 | 日笠陽子     | 10周年企画の1つ、セブンネットショッピングにて販売      |
|        |                |               |          |              |                                                        |

- 第八弾CD、A&G+ショップにて一般販売より2014年9月4日先行発売。
- 第十弾DJCDと映像DVDの2枚組セット。

 コミックマーケットにて発売された番組グッズ

早見が全てのデザインを担当。文化放送A&Gブースにて発売された。
| 開催回         | グッズ                                 | 備考 |
| -------------- | -------------------------------------- | --- |
| C80            | フリスクケース                         | |
| C81            | マフラー                               | 好評のため、追加生産分が2012年1月10日より超!A&Gショップにて発売された。                                             |
| C82            | イヤホンジャック・メッセンジャーバッグ | |
| C83            | ギターピック携帯ストラップ             | ギターのコーナーから生まれたギターピックの携帯ストラップ。                                                          |
| C84            | ふりすたい（ネクタイ）                 | 色：青 柄：小さい猫のシルエット遠目に見ると水玉風 ※2                                                                |
| ---            | ふりすたポロシャツ                     | 色：黒 あの「ねこ」(!?)がポロシャツに。サイズ：(SS).(S).(M).(L) ※3                                                  |
| C86            | 手ぬぐい                               | 番組お馴染みの「ねこ」(!?)をモチーフにしたデザイン。                                                                |
| ---            | ふりすT                                | コラボ企画第1回、（セブンイレブンと超!A&G+）、Tシャツサイズ：(S)(M)(L)(XL)                                          |
| C90            | ふりすたイヤホン                       | オリジナルイヤホン巻き取り式(コミケ限定色・白)(A&Gショップ色・黒)※4                                                 |
| ---            | FRST SCHOOL CALENDAR                   | コラボ企画第2回、（セブンイレブンと超!A&G+）、2017年スクールカレンダー                                              |
| ---            | ふりすたボールペン(多機能、高級仕様)   | 色：赤・黒、シャープペン「多機能ボールペン」※5                                                                      |
| AnimeJapan2018 | ふりすたビニール傘                     | 色：３種類（赤・青・透明）文字やイラストを入れた番組オリジナルビニール傘。                                          |
| c97            | ふりすたステッカーシート               | 文化放送ブース、コミケにて発売。                                                                                    |
| ---            | ふりすた文房具セット                   | コラボ企画第3回、オリジナル文房具セット＋限定デジタル缶バッジ（DDDisc）                                             |
| ---            | ふりすたカトラリーセット               | コラボ企画第4回、スプーン・ナイフ・フォーク、3点セット(実用性重視)                                                  |
| 2021.4.4       | LINEスタンプ                           | 24種類。 |
| ---            | ふりすたネコクッション                 | コラボ企画第5回、あのネコがついに立体化                                                                             |
| 2022.10.8      | ふりすたボールペン(復刻ブラック)       | 600回記念イベント会場限定                                                                                           |
| 2022.10.8      | ふりすたビニール傘、復刻               | 傘色(クリア・レッド・ブルー)600回記念イベント会場、A&G_shopにて10月16日                                             |
| 2022.10.8      | ふりすたステッカーシート(復刻)         | 2017年c97にて販売した物、600回記念イベント会場、A&G_shopにて10月16日                                                |
| 2022.10.16     | アクリルキーホルダー4種セット          | 600回記念、A&G_shopにて10月16日                                                                                     |
| 2022.10.16     | ふりすたTシャツ                        | サイズ：S、M、L、XL、600回記念 お馴染みのねこのキャラクターを前面にあしらった、5×6の30連ねこT、A&G_shopにて10月16日 |
| ---            |                                        | |

- ※「ギターピック携帯ストラップ」のみ（WEBサイト上のA&Gショップで確認、他の物は不明。2013年9月10日22時現点）
- ※2「ふりすたい」（2013年9月10日22時時点からの、超!A&Gショップにて販売開始）
- ※3「ふりすたポロシャツ」（2014年4月15日22時時点からの、超!A&Gショップにて販売開始）
- ※4「ふりすたイヤホン」（2016年9月6日22時時点からの、超!A&Gショップにて販売開始）
- ※5「ふりすたボールペン（多機能ボールペン）」（2017年8月11日～8月13日、A&Gサマーフェスティバル2017にて発売）

## 関連番組
早見沙織のさらにふり〜すたいる♪
AG-ON 内にて2012年5月1日より有料配信で、毎月1回更新される。内容は、早見沙織がプライベートで収録した出張版ラジオとなっている。
高橋美佳子の の〜ぷらんでいこう♪
早見沙織のふり〜すたいるでいこう♪（2011年7月5日配信）※高橋美佳子が病欠のため代理出演、動画配信
ブレインスリープ presents 早見沙織のすり～ぷすたいる♪
2021年7月26日3:00 - 3:30（7月25日27:00 - 27:30）超!A&G+にて「寝落ち特番」として配信。

## コラボレーション
期間限定
- セブン-イレブンと文化放送 超!A&G+のコラボ企画にて、人気声優で複数の人気番組中からコラボ用にTシャツを制作し、それをセブン-イレブン専用通販サイト「セブンネットショッピング」にて期間限定にて販売する。受注生産開始の予約日時・2016年7月11日朝10時から開始[22]。
- 上記の番組「早見沙織のふり～すたいる♪」「村川梨衣のａりえしょんぷり～ず♡」「西山宏太朗のたろゆめ!」「逢坂市立花江学園～Radio」「佐倉としたい大西」
- Tシャツサイズ（S・M・L・XL)　2016年9月3日から発売開始。2016年10月末で締め切り。
- セブン-イレブンと文化放送 超!A&G+のコラボ企画第3弾として、人気声優で複数の人気番組中からコラボ用にスクールカレンダーを制作し、それをセブン-イレブン専用通販サイト「セブンネットショッピング」にて期間限定にて販売する。受注生産開始の予約日時・2017年1月16日10時から開始[23]。
- コラボ企画　第2回　オリジナル「2017年スクールカレンダー」　2017年3月16日発売。
- コラボ企画　第3回　期間限定、オリジナル文房具セット＋限定音声が聴ける缶バッジ（DDDisc）[24] 2020年10月から2021年3月31日まで。
- 文具セット内容：オクトタツ(ペンケース)、フリクションファインライナー「インキ色に準ずる（黒・赤・グリーン）」、デジタル缶バッジ「DDDisc」
- コラボ企画　第4回　ふりすたカトラリーセット（2021年2月12日発売）スプーン・ナイフ・フォーク、3点セット（各材質_ステンレススチール、各サイズ、ナイフ：205mm、フォーク：180mm、スプーン：178mm）
- コラボ企画　第5回　ふりすたネコクッション（2022年4月11日発売）早見のネコイラスト[25]をそのまま再現したクッション。ポリボア素材を使用[26]。